# NGC 4527
NGC 4527 (другие обозначения — UGC 7721, MCG 1-32-101, ZWG 42.156, VCC 1540, IRAS12315+0255, PGC 41789) — спиральная галактика с перемычкой (SBbc) в созвездии Девы.
Этот объект входит в число перечисленных в оригинальной редакции «Нового общего каталога».
В 1991 году в галактике обнаружена вспышка пекулярной сверхновой типа Ia, которой было присвоено обозначение SN1991T.
Ядро галактики относится к типу LINER (низкоионизированная ядерная область с эмиссионными линиями). В галактике обнаружена мазерная эмиссия (водный мазер).
Галактика проходит раннюю фазу вспышки звездообразования.
В галактике вспыхнула сверхновая SN 1915A, её пиковая видимая звездная величина составила 15,5.
В галактике вспыхнула сверхновая SN 2004gn. Её пиковая видимая звёздная величина составила 16,6.